# 20265 Yuyinchen
20265 Yuyinchen è un asteroide della fascia principale. Scoperto nel 1998, presenta un'orbita caratterizzata da un semiasse maggiore pari a 2,3369996 UA e da un'eccentricità di 0,0751669, inclinata di 2,35720° rispetto all'eclittica.